# Талбаза
Талбаза — река в России, протекает по Кушнаренковскому и Бирскому районам Башкортостана. Длина реки составляет 32 км.
Начинается к востоку от села Саитово. Течёт в общем восточном направлении по открытой местности через сёла Анкаиново, Щелканово, Усаково, Кояново. У озера Долгое поворачивает на северо-запад, течёт параллельно Белой. Устье реки находится в 292 км по левому берегу реки Белая юго-восточнее села Новодесяткино.
Основные притоки — Кудинка (лв) и Кочкарь (пр).

## Данные водного реестра
По данным государственного водного реестра России относится к Камскому бассейновому округу, водохозяйственный участок реки — Белая от города Уфы до города Бирска, речной подбассейн реки — Белая. Речной бассейн реки — Кама.
Код объекта в государственном водном реестре — 10010201512111100025392.